# ويندي هولواي
ويندي آن هولواي (بالإنجليزية: Wendy Ann Hollway)‏ من مواليد 1949، هي طبيبة نفسانية بريطانية متخصصة في علم النفس النسوي وعلم النفس الاجتماعي والبحوث الكيفية النفسية.